# Krzysztof Kasprzak

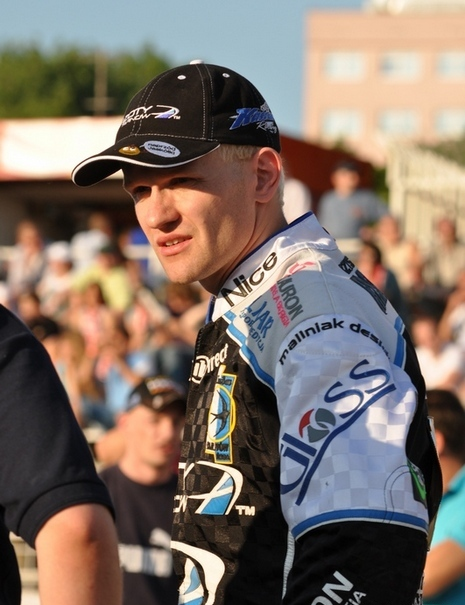
Krzysztof Kasprzak

Krzysztof Kasprzak, född 18 juli 1984 i Leszno, Polen, är en polsk speedwayförare som 2005 vann U21-VM i speedway. Kasprzak tillhörde den svenska klubben Smederna mellan 2004 och 2009 men skrev sedan på för Vargarna när Smederna gick i konkurs och han körde där till 2011. Kasprzak körde 2012 för Valsarna och säsongen 2014 för Västervik. Säsongen 2015 blev en mardröm för Kasprzak då han hamnade näst sist i GP, och den säsongen fick han köra bara fem matcher för Lejonen Speedway. Från säsongen 2016 kör han för Masarna.